# Роды семейства Амариллисовые

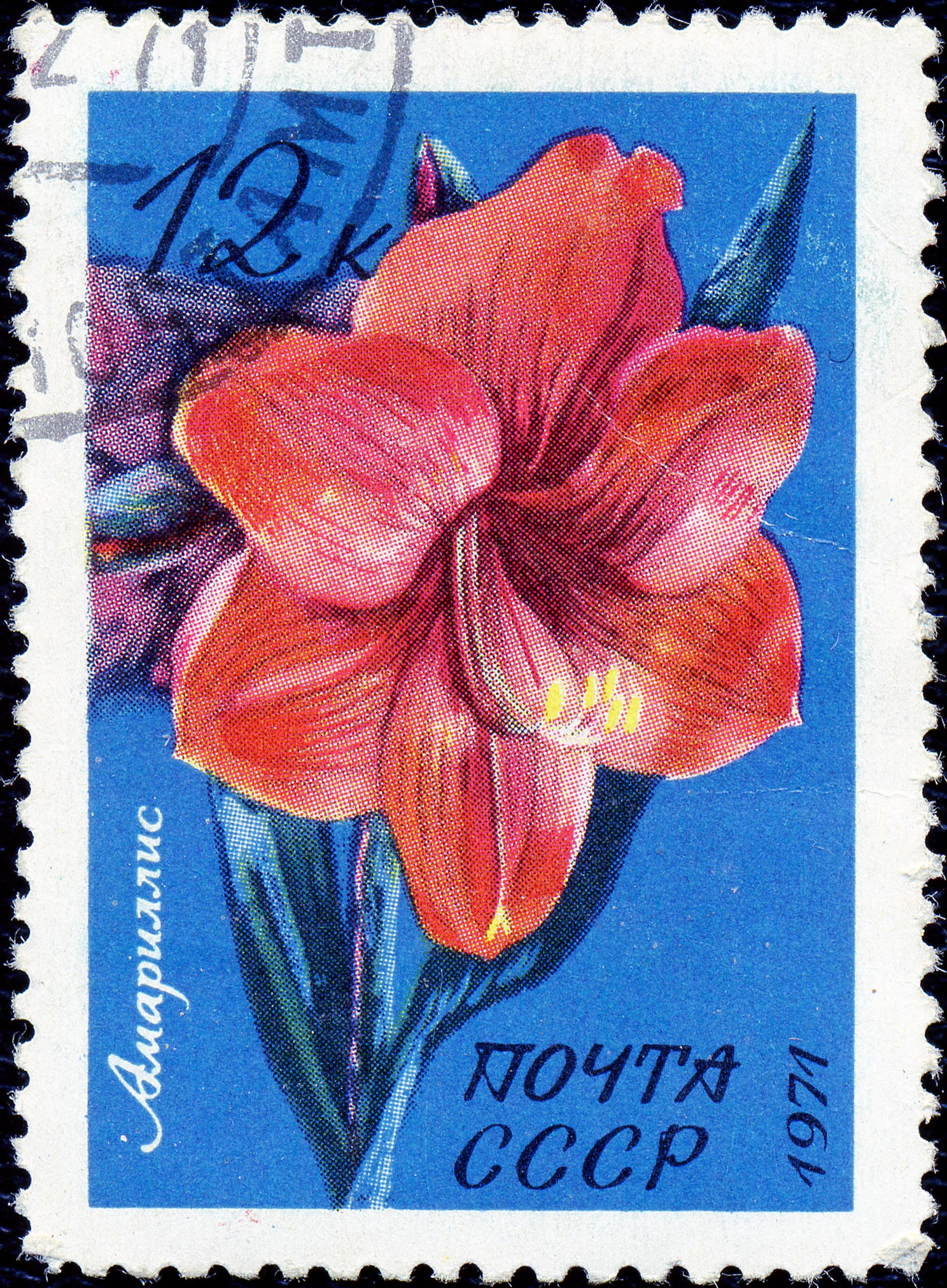
Амариллис. Почтовая марка СССР выпуска 1971 года

Список составлен на основе данных Germplasm Resources Information Network (GRIN).
Синонимика родов в данном списке не приводится.
- Acis Salisb.
- Allium L. — Лук
- ×Amarine Sealy [= Amaryllis × Nerine]
- Amaryllis L. — Амариллис. Род из Южной Африки. Популярное садовое и комнатное растение.
- Ammocharis Herb.
- Apodolirion Baker
- Bokkeveldia D.Müll.-Doblies & U.Müll.-Doblies
- Boophone Herb.
- ×Brunsdonna Tubergen ex Worsley [= Amaryllis × Brunsvigia]
- Brunsvigia Heist. — Брунсвигия. Около 20 видов из Северной Африки. Цветки подобны цветкам амариллиса, но меньшего размера. У некоторых видов размер луковицы может превышать 30 см.
- Caliphruria Herb.
- Calostemma R.Br.
- Chlidanthus Herb.

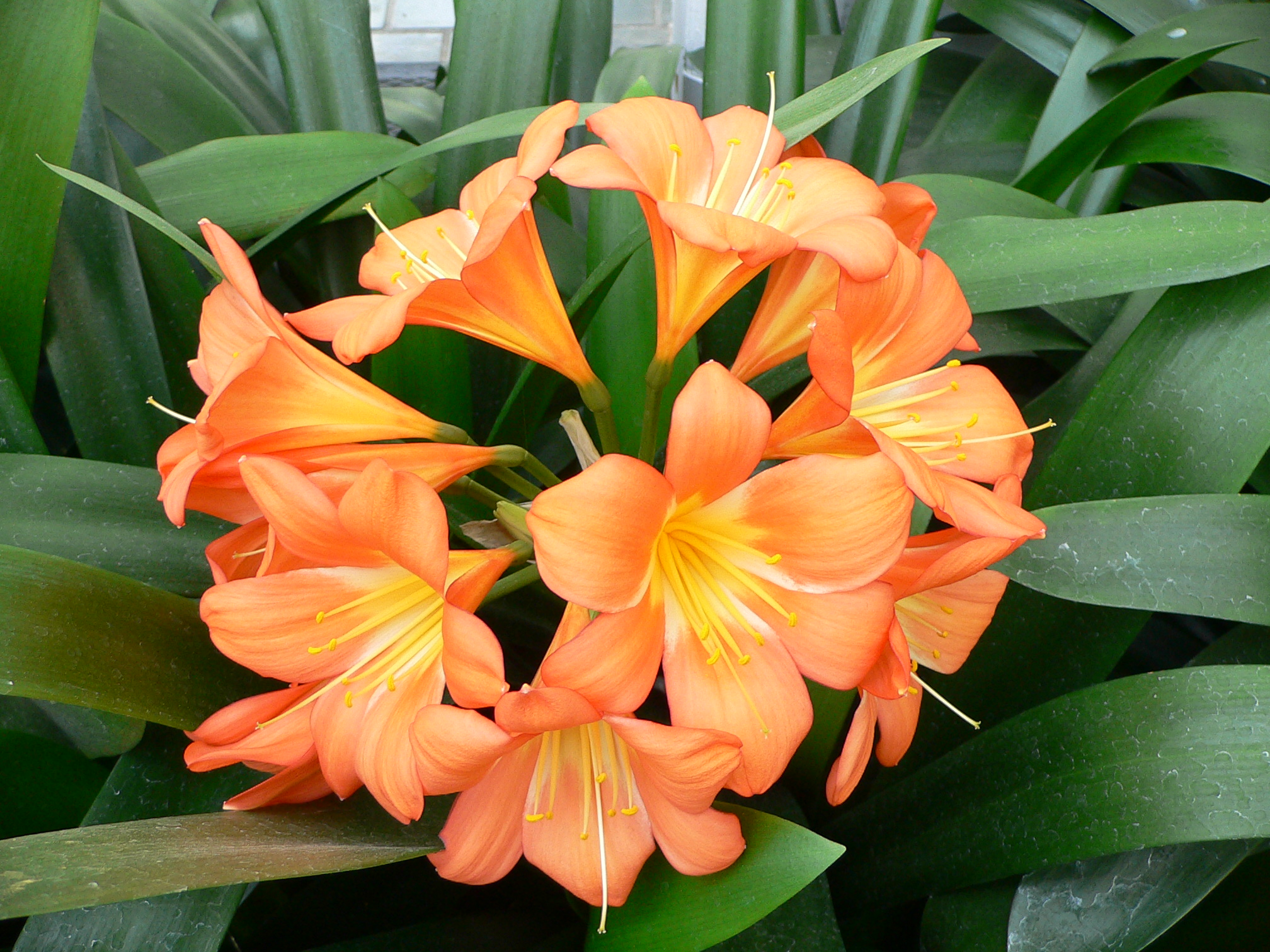

- Clivia Lindl. — Кливия. Олиготипный род вечнозелёных южноафриканских растений. Наиболее популярный в садоводстве вид, выращиваемый также как комнатное растение: Clivia miniata — Кливия киноварная.
- Cooperia Herb.
- Crinum L. — Кринум
- Crossyne Salisb.
- Cryptostephanus Welw. ex Baker
- Cybistetes Milne-Redh. & Schweick.
- Cyrtanthus Aiton — Циртантус
- Dewinterella D.Müll.-Doblies & U.Müll.-Doblies
- Eucharis Planch. & Linden — Эухарис. Около 20[2] видов в дождевых лесах Центральной и Южной Америки, в основном в Колумбии. Популярное комнатное растение, цветущее крупными белыми цветками, похожими на цветки нарцисса.
- Eucrosia Ker Gawl.
- Eustephia Cav.

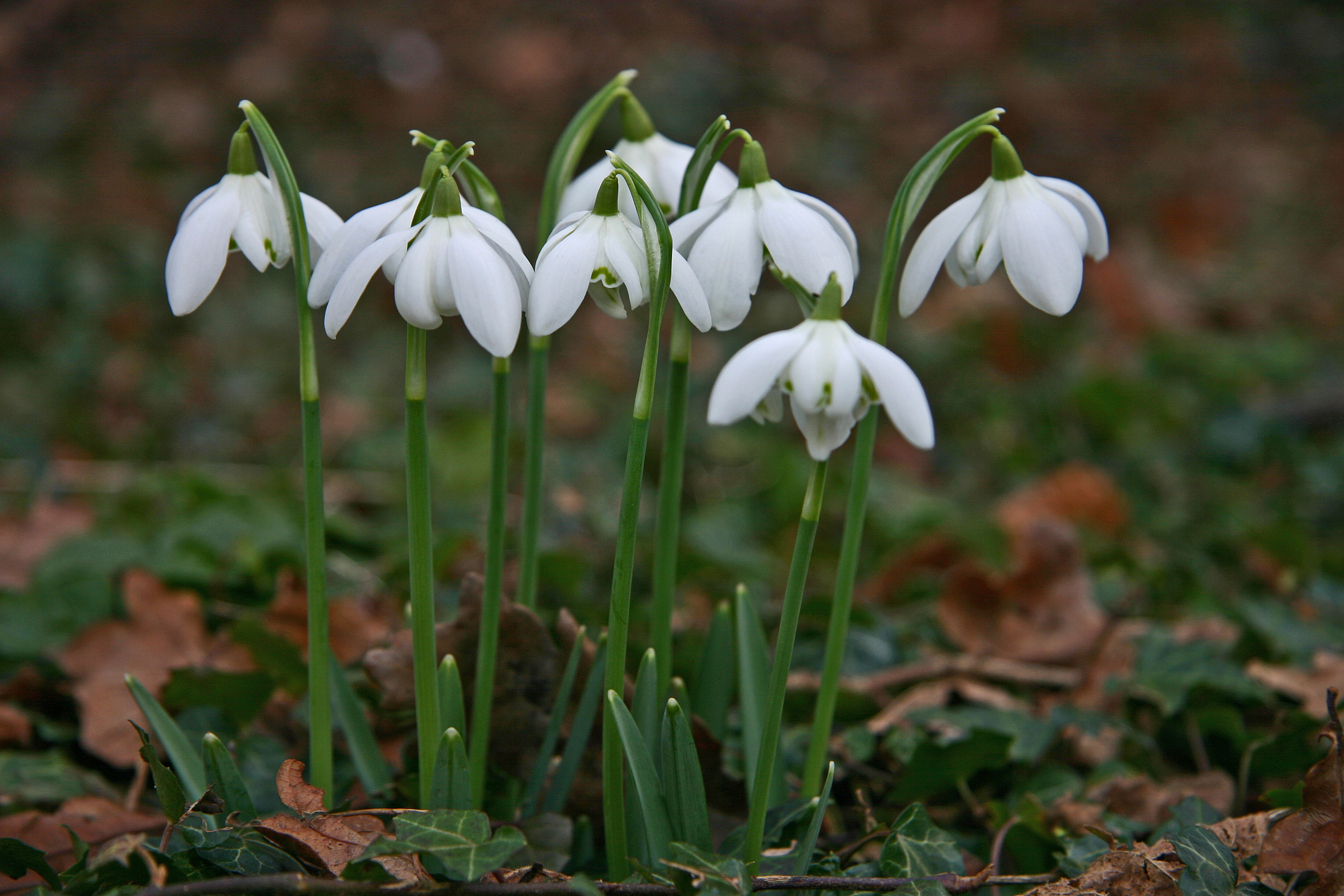
Galanthus sp.

- Galanthus L. — Подснежник, или Галантус. Около 20 видов евразийских видов, цветущих ранней весной одиночными белыми цветками.
- Gemmaria Salisb.
- Gethyllis L.
- Griffinia Ker Gawl.
- Habranthus Herb.
- Haemanthus L. — Гемантус
- Hannonia Braun-Blanq. & Maire
- Hessea Herb.
- Hieronymiella Pax

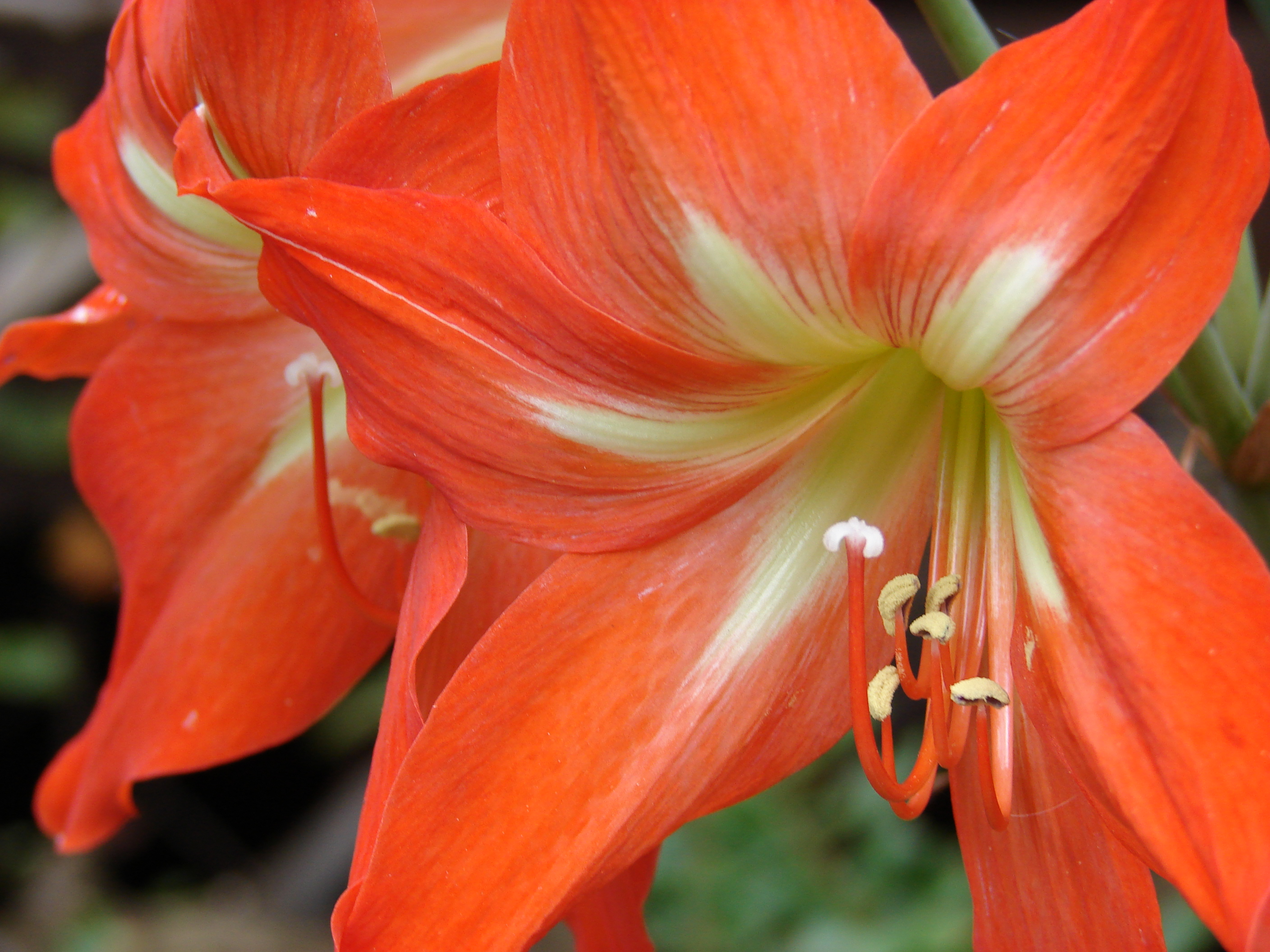

- Hippeastrum Herb. — Гиппеаструм. Около 80 красивоцветущих южноамериканских вида растений, ранее входивших в род Амариллис.
- Hymenocallis Salisb. — Гименокаллис. Около 50 видов растений из тропических и субтропических районов Вест-Индии, Антильских островов и Южной Америки. Культивируются как декоративные растения преимущественно закрытого грунта. Отличаются крупными ароматными цветками.
- Ismene Salisb. ex Herb.
- Lapiedra Lag.
- Leptochiton Sealy
- Leucojum L. — Белоцветник. Около десяти видов растений из Евразии и Северной Африки, похожих на представителей рода Подснежник (Galanthus). Один из наиболее известных видов — Белоцветник весенний (Leucojum vernum) из Центральной Европы.
- Lycoris Herb. — Ликорис
- Mathieua Klotzsch
- Namaquanula D.Müll.-Doblies & U.Müll.-Doblies

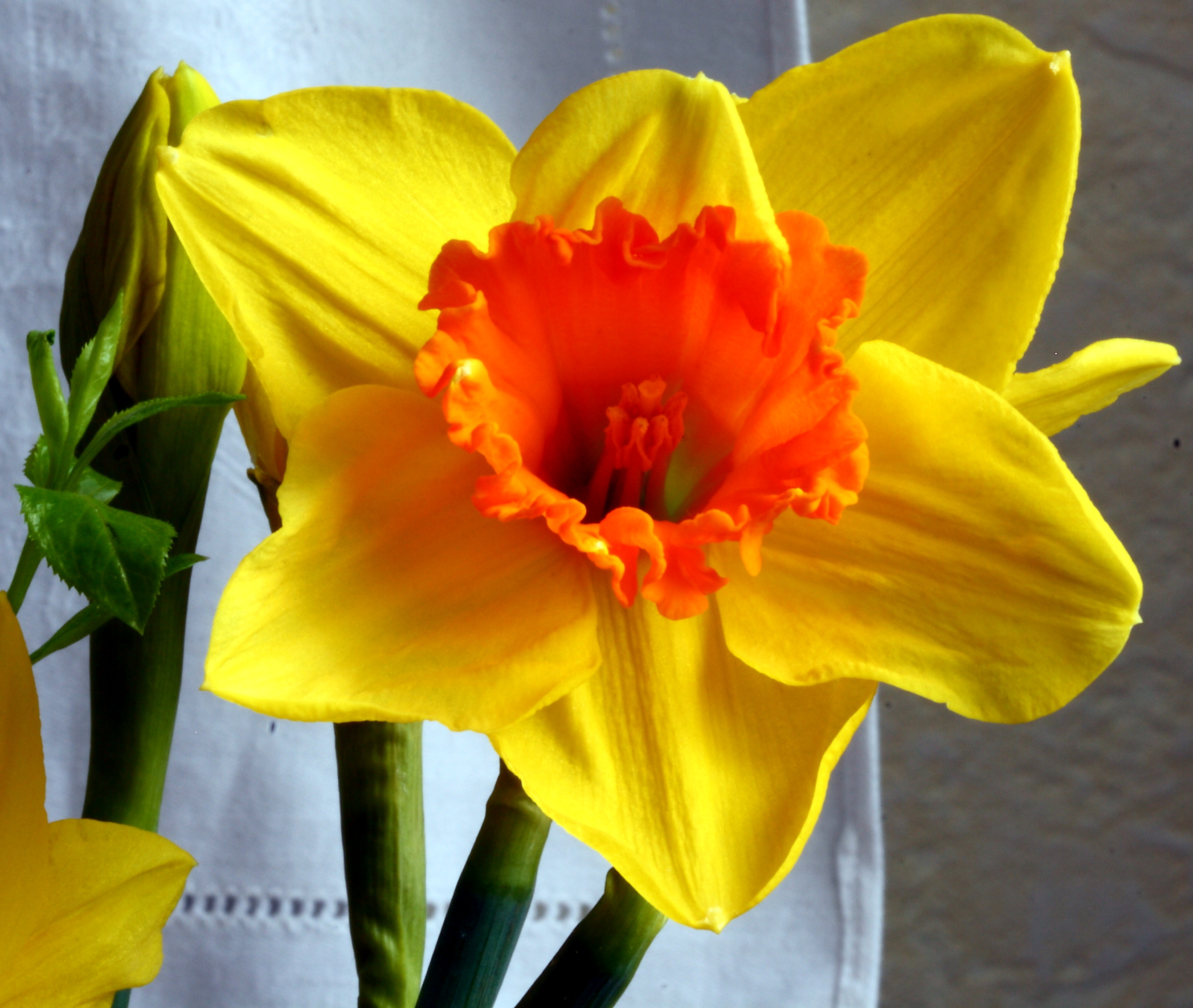
Narcissus sp.

- Narcissus L. — Нарцисс. Около 20 евразийских видов. Многие виды — раннецветущие декоративные садовые растения.
- Nerine Herb. — Нерина, или Нерине. Около 30[3] видов многолетних луковичных трав из Южной Африки. Многие виды — декоративные садовые растения.
- Pamianthe Stapf
- Pancratium L. — Панкраций
- Paramongaia Velarde
- Phaedranassa Herb.
- Phycella Lindl.
- Placea Miers
- Plagiolirion Baker
- Proiphys Herb.
- Pyrolirion Herb.
- Rauhia Traub
- Rhodophiala C.Presl
- Scadoxus Raf.

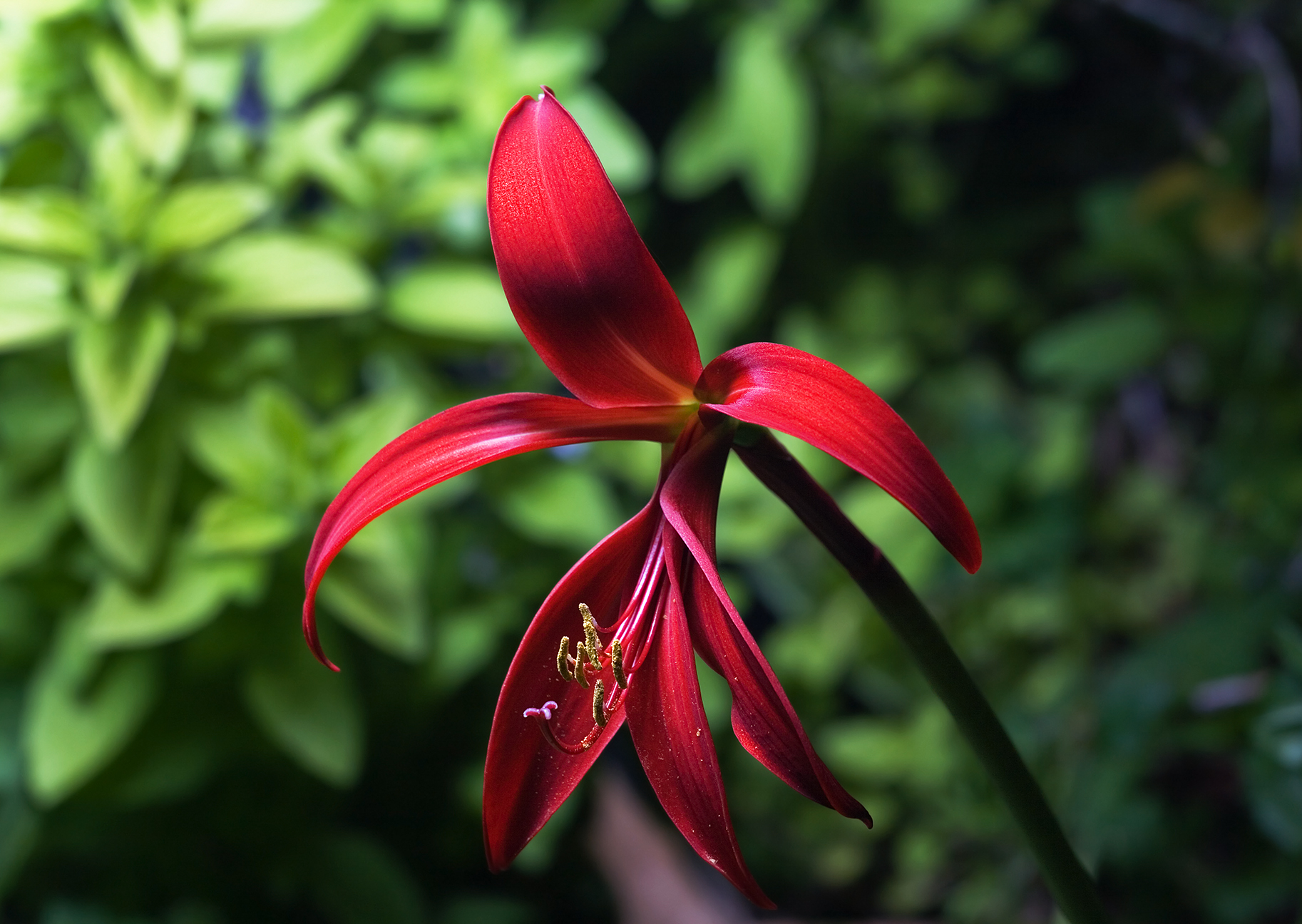

- Sprekelia Heist. — Спрекелия. Монотипный (по другим данным — олиготипный) род центральноамериканских растений. Спрекелия известна также под названиями «лилия ацтеков» и «лилия тамплиеров».
- Stenomesson Herb.
- Sternbergia Waldst. & Kit. — Штернбергия
- Strumaria Jacq. ex Willd.
- Tedingea D.Müll.-Doblies & U.Müll.-Doblies
- Traubia Moldenke
- Tristagma Poepp. — Тристагма
- Ungernia Bunge — Унгерния
- Urceolina Rchb.
- Vagaria Herb.
- Worsleya (W.Watson ex Traub) Traub — Ворслея. Монотипный род из Восточной Бразилии. Цветки голубые. В садоводстве ворслея известна также под называем «голубой амариллис».
- Zephyranthes Herb. — Зефирантес